# Oege (Remscheid)
Oege (Form von Aue) war ein Wohnplatz in Remscheid (bis 1975 in Hückeswagen) in Nordrhein-Westfalen (Deutschland). Der Ort war seit dem 19. Jahrhundert ein Industriestandort und wurde beim Aufstau der Wuppertalsperre ab 1982 überflutet.

## Lage und Verkehrsanbindung
Oege lag im südöstlichen Remscheid im statistischen Stadtteil Engelsburg des Stadtbezirks Lennep in der Wupperaue südlich von Kräwinklerbrücke. Der Fluss bildete hier die Stadtgrenze zu Radevormwald. Weitere Nachbarorte waren Dörpe, Dörperhöhe, Kräwinkel, Niederfeldbach, Hammersteinsoege und Felbeckerhammer. Der Ort lag an der Trasse der Wuppertalbahn, die hier die Wupper querte.

## Geschichte
1481 wurde der Ort das erste Mal in einer Spendenliste für den Marienaltar in der Hückeswagener Kirche urkundlich erwähnt. Schreibweise der Erstnennung: In der Oye. Die Karte Topographia Ducatus Montani aus dem Jahre 1715 zeigt einen Hof mit dem Namen n.Oeu. Im 18. Jahrhundert gehörte der Ort zum bergischen Amt Bornefeld-Hückeswagen. 1815/16 lebten 19 Einwohner im Ort.
1832 gehörte Oege der Lüdorfer Honschaft an, die ein Teil der Hückeswagener Außenbürgerschaft innerhalb der Bürgermeisterei Hückeswagen war. Der laut der Statistik und Topographie des Regierungsbezirks Düsseldorf als Weiler kategorisierte Ort besaß zu dieser Zeit drei Wohnhäuser und fünf landwirtschaftliche Gebäude. Zu dieser Zeit lebten 23 Einwohner im Ort, allesamt evangelischen Glaubens.
1837 gründete in Oege ein Peter Daniel Gustav Sieper eine Firma zur Reparatur landwirtschaftlicher Maschinen und zur Fertigung von Feilenhaumaschinen, die später auch Reißwölfe, Krempelwölfe, Streckmaschinen und andere Maschinen vor allem für die Aachener Industrie produzierte. 1889 wurde der Streckenabschnitt Krebsöge – Radevormwald der Wuppertalbahn gebaut. Im Ort wurde eine Eisenfachwerkbrücke zur Querung der Wupper errichtet.
Im Gemeindelexikon für die Provinz Rheinland werden für 1885 drei Wohnhäuser mit 34 Einwohnern angegeben. Der Ort gehörte zu dieser Zeit zur Landgemeinde Neuhückeswagen innerhalb des Kreises Lennep. 1895 besitzt der Ort vier Wohnhäuser mit 27 Einwohnern, 1905 vier Wohnhäuser und 20 Einwohner.
Um 1900 wurde eine Dampfmaschine installiert und das Werk zwischen 1906 und 1916 um Montagehallen erweitert. Auch für die Rüstung wurde im Werk produziert, im Ersten Weltkrieg Granaten und im Zweiten Weltkrieg Ventile für U-Boote und Bodenwannen für Panzer. In der Nachkriegszeit spezialisierte sich die Firma zunächst auf die Aufarbeitung defekter Textilmaschinen, stellte dann aber mit 40 Arbeitern patentierte Nietmaschinen her.
Am 30. Juni 1972 wurde die Produktion aufgrund des projektierten Talsperrenbaus eingestellt und die Gebäude zwischen dem 27. September 1973 und dem 29. Januar 1974 abgetragen. Dazu gehörte auch ein Kontor- und Bürogebäude aus Fachwerk, das vermutlich im ersten Drittel des 19. Jahrhunderts errichtet und von der Familie Sieper bewohnt worden war. Mit dem Bau der Wuppertalsperre wurde auch die Eisenbahnstrecke stillgelegt.
Im Zuge der nordrhein-westfälischen Kommunalgebietsreform (§ 21 Düsseldorf-Gesetz) wurde am 1. Januar 1975 der östliche Bereich um Bergisch Born mit dem Ort Oege aus der Stadt Hückeswagen herausgelöst und in die Stadt Remscheid eingegliedert.